# 池田政職
池田 政職（いけだ まさもと）は、江戸時代中期の旗本。

## 略歴
貞享3年（1686年）池田政武の四男として誕生。初め岡山藩士池田武憲の養子となっていたが、池田政因の婿養子・末期養子となり、宝永2年（1705年）7月30日、遺領を継ぐ。
享保17年（1732年）7月28日、死去。47歳。跡を子の政休が継いだ。

## 系譜
- 父：池田政武（1649-1687）
- 母：不詳
- 養父：池田武憲（1645-1695）、池田政因（1677-1705）
- 室：池田政因の養女 - 池田政済の娘
- 生母不明の子女
  - 男子：池田政休（1715-1741）
  - 女子：駒井政潔室